# Liste der Monuments historiques in Valmondois
Die Liste der Monuments historiques in Valmondois führt die Monuments historiques in der französischen Gemeinde Valmondois auf.

## Liste der Bauwerke
| Bezeichnung       | Beschreibung                         | Standort                    | Kennzeichnung | Schutzstatus | Datum | Bild           |
| ----------------- | ------------------------------------ | --------------------------- | ------------- | ------------ | ----- | -------------- |
| Kirche St-Quentin | Erbaut im 11. Jahrhundert            | (Lage)                      | PA00080219    | Inscrit      | 1935  | weitere Bilder |
| Moulin de la Naze | Mühle, erbaut im 17./18. Jahrhundert | 15, rue Léon-Bernard (Lage) | PA00080220    | Inscrit      | 1987  | weitere Bilder |

## Liste der Objekte

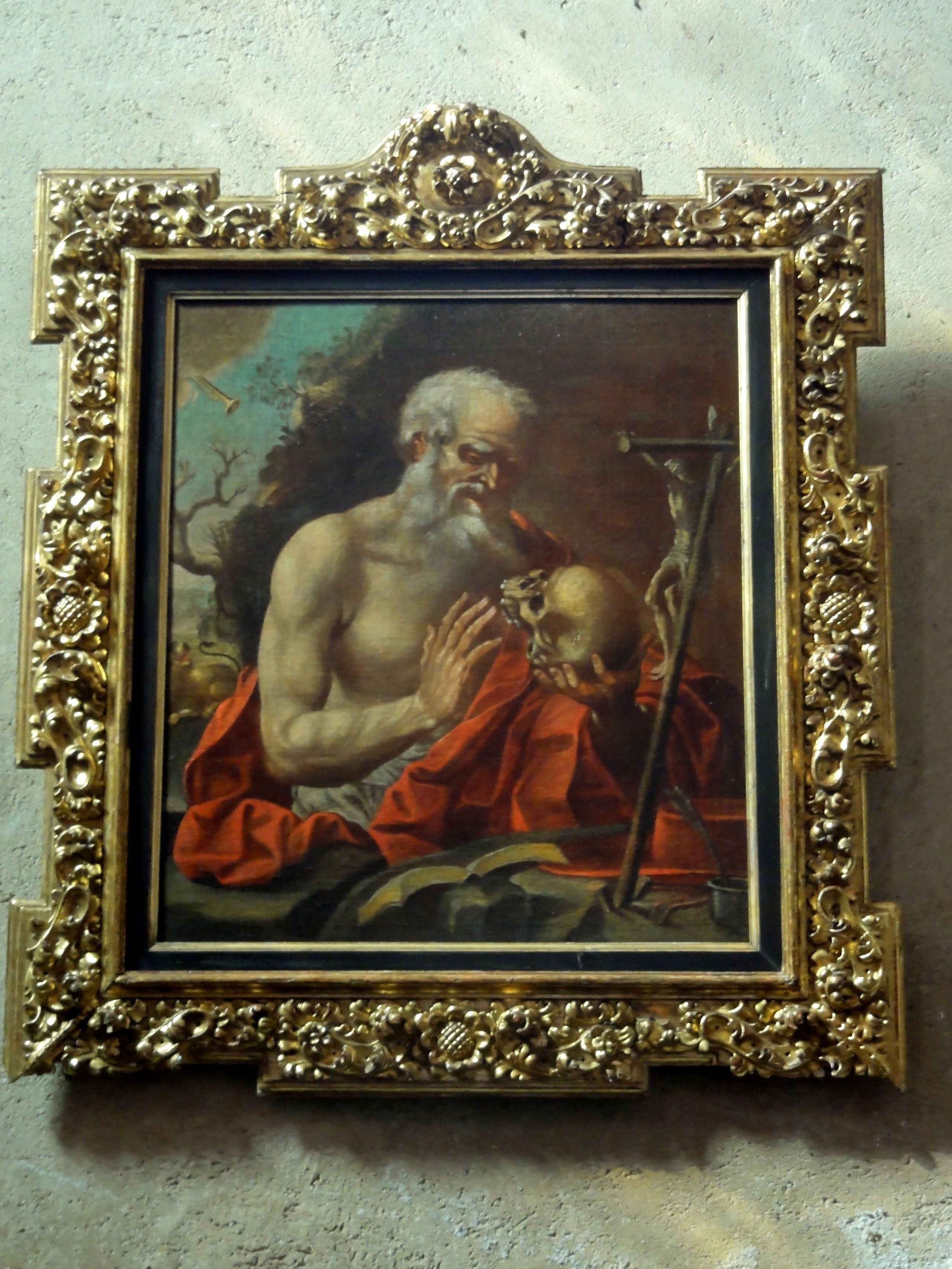
Gemälde Saint Jérome (17. Jahrhundert) in der Kirche St-Quentin

- Monuments historiques (Objekte) in Valmondois in der Base Palissy des französischen Kultusministeriums